# Wrocław
Wrocław ⓘ (latinski Vratislavia, njemački Breslauⓘ, donjošleski Brassel, češki Vratislav, mađarski Boroszló, stari hrvatski naziv Vratislava) jest grad u jugozapadnoj Poljskoj s više od 630.000 stanovnika, što ga čini četvrtim najvećim gradom u toj zemlji. 
Prostire se na objema stranama rijeke Odre, a kroz grad protječu i četiri njezina pritoka: Bystrzyca, Oława, Ślęza i Widawa. Prije Drugog svjetskog rata u gradu su bila 303 mosta, a sada ih je 220.
Wrocław je prijestolnica Šleske. Danas je upravno središte Donjošleskog vojvodstva, grad sa statusom powiata, te sjedište vroclavskog powiata, u kojemu se nalazi i devet susjednih općina.
Bio je Europski glavni grad kulture u 2016.

## Povijest
Grad se prvi put izrijekom spominje 1000. godine pri osnivanju Wrocławske biskupije, ali je slavensko naselje na teritoriju današnjeg grada postojalo najmanje 150 godina prije ovog događaja. Od kraja 10. stoljeća grad se nalazio pod upravom dinastije Pjastovića. Postoje indicije da je 1035. godine, za vrijeme tzv. Poganske reakcije, u gradu sagrađeno pogansko svetište. Godine 1335. grad je potpao pod vlast Kraljevine Češke, a potom je (poslije kratke Mađarske vladavine) zajedno s češkom krunom priključen Habsburškoj monarhiji. Godine 1741. grad je, skupa s većim dijelom Šleske, potpao pod vlast Pruske i dobio status "kraljevskog glavnog i rezidencijalnog grada". U 19. se stoljeću naglo razvija, pa je jedno vrijeme treći njemački grad po broju stanovnika (iza Berlina i Hamburga).
Godine 1944. grad je proglašen tvrđavom, a sljedeće godine je uništen u borbama između Crvene armije i njemačkog Wehrmachta. Nakon Drugog svetskog rata Wrocław je ušao u sastav Poljske.
Godine 1997. Wrocław je kao i cijelu južnu Poljsku zahvatila velika poplava (nazvana poplava milenija), u kojoj je poplavljeno skoro pola grada.

### Stanovništvo kroz povijest
1800.:   64.500 

 1831.:   89.500 

 1850.: 114.000 

 1852.: 121.100 

 1880.: 272.900 

 1900.: 422.700 

 1910.: 510.000 

 1925.: 555.200 

 1933.: 625.198 

 1939.: 629.565 

 1946.: 171.000  (!!)

 1956.: 400.000 

 1960.: 431.800 

 1967.: 487.700 

 1970.: 526.000 

 1975.: 579.900 

 1980.: 617.700 

 1990.: 640.577 

 1999.: 650.000 

 2003.: 638.000

## Administrativna podjela
Wrocław je administrativno podijeljen na naselja čije uprave čine pomoćne organe gradske skupštine. Nekada se grad sastojao od pet kvartova: Psie Pole, Śródmieście, Stare Miasto, Krzyki i Fabryczna. Ovi kvartovi sada nisu službeno priznati, ali i dalje predstavljaju temelj za organizaciju mnogih institucija.

## Arhitektura i znamenitosti
U Wrocławu je usprkos vojnom razaranju u Drugom svjetskom ratu (uništeno je oko 70% gradskog tkiva) sačuvan veliki broj starih građevina, dijelom u izvornom obliku, a dijelom su rekonstruirane nakon rata. Među značajnije spadaju: 
- gotička Gradska vijećnica (Ratusz)
- gotičke crkve: Katedrala sv. Ivana Krstitelja, Crkva sv. Križa, Crkva Blažene Djevice Marije, Crkva sv. Martina, Crkva sv. Elizabete
- barokni kompleks zgrada Wrocławskog sveučilišta
- barokno-neoklasicistička Kraljevska palača (Dvorac pruskih kraljeva)
- neogotički Glavni kolodvor
- Dvorana stoljetnice (Hala Stulecia) iz 1913., upisana na UNESCO-ov popis mjesta svjetske baštine u Europi

#### Važnija mjesta
- otoci na Odri:
  - Kępa Mieszczańska
  - Wyspa Piasek
  - Wyspa Słodowa
  - Wielka Wyspa
  - Ostrów Tumski - najstariji naseljeni dio grada, ranije otok
- Stari grad
  - srednjovjekovni glavni gradski trg Rynek
  - plac Solny
  - Nowy Targ
  - Ulica Świdnicka
- Botanički vrt
- Park Szczytnicki s japanskim vrtom
- Zoološki vrt (osnovan 1865.; najveći broj životinjskih vrsta u Poljskoj - 565, ukupno oko 7100 životinja)
- Staro židovsko groblje

## Kultura

### Muzeji
- Narodni muzej (Muzeum Narodowe)
  - Panorama Racławicka (dio Narodnog muzeja)
  - Etnografski muzej (Muzeum Etnograficzne; dio Narodnog muzeja)
- Gradski muzej (Muzeum Miejskie Wrocławia)
- Muzej Akademije likovnih umjetnosti (Muzeum Akademii Sztuk Pięknych)
- Muzej arhitekture (Muzeum Architektury)
- Geološki muzej Wrocławskog sveučilišta (Muzeum Geologiczne Uniwersytetu Wrocławskiego)
- Mineraloški muzej Wrocławskog sveučilišta (Muzeum Mineralogiczne Uniwersytetu Wrocławskiego)
- Prirodoslovni muzej Wrocławskog sveučilišta (Muzeum Przyrodnicze Uniwersytetu Wrocławskiego)
- Muzej pošte i telekomunikacija (Muzeum Poczty i Telekomunikacji)

### Kazališne, operne i koncertne kuće
- Poljsko kazalište u Wrocławu (Teatr Polski we Wrocławiu)
- Wrocławsko suvremeno kazalište (Wrocławski Teatr Współczesny)
- Wrocławska opera (Opera Wrocławska)
- Wrocławska filharmonija (Filharmonia Wrocławska)
- Glazbeno kazalište Capitol (Teatr Muzyczny Capitol)
- Umjetnički centar Impart (Centrum Sztuki Impart)
- Kazalište Laboratorium (Teatr Laboratorium)
- Kazalište Korba (Teatr Korba)
- Narodno kazalište Više škole dramskih umjetnosti (Teatr Państwowej Wyższej Szkoły Teatralnej)
- Teatr Lalek (Lutkarsko kazalište)
- Kazalište pantomime (Teatr Pantomimy)

### Kina
- Kino Lwów
- Kino Warszawa
- Kino Lalka
- Kina Helios
- Cinema City
- Kino Klub Filmowy Ferment
- Multikino (centar Arkady Wrocławskie)

## Gospodarstvo
U Wrocławu se proizvode autobusi, vagoni, kućna oprema, kemijska sredstva i elektronika. Zadnjih se godina ubrzano razvija informatički sektor. Grad je, nakon Varšave, najvažnije poljsko financijsko središte. Mnoge financijske institucije imaju sjedište u gradu. Grad je također značajni centar farmaceutske industrije.

## Obrazovanje
Wrocław je jedno od važnijih sveučilišnih središta u Poljskoj. Od visokoškolskih ustanova se izdvajaju: Wrocławsko sveučilište (Uniwersytet Wrocławski), Tehničko sveučilište u Wrocławu (Politechnika Wrocławska), Ekonomsko sveučilište (Uniwersytet Ekonomiczny), Prirodoznanstveno sveučilište (Uniwersytet Przyrodniczy),
Medicinska akademija (Akademia Medyczna im. Piastów Śląskich), Muzička akademija (Akademia Muzyczna im. K. Lipińskiego), Likovna akademija (Akademia Sztuk Pięknych).

## Promet
Kroz Wrocław prolaze: Državna cesta br. 5, Državna cesta br. 8, Državna cesta br. 94. Manjim dijelom grada prolazi i autocesta A4.
Wrocław je važno željezničko čvorište, a nalazi se na sljedećim željezničkim linijama: Leszno-Poznań, Opole-Lubliniec, Legnica-Zgorzelec, Głogów-Zielona Góra, Kłodzko-Kudowa Zdrój, Wałbrzych-Jelenia Góra, Oleśnica-Ostrów Wielkopolski. Željezničke veze dovode do mnogih gradova, npr. Poznanj, Szczecin, Gdanjsk, Łódź, Varšava, Katowice, Krakov i Berlin. 
Osim toga, grad ima i međunarodni aerodrom, kao i riječnu luku na Odri

### Javni gradski prijevoz
Javni prijevoz u Wrocławu se odvija tramvajima i autobusima. Premda je wrocławska tramvajska mreža jedna od većih u državi, mnogi gusto naseljeni dijelovi grada u nju nisu integrirani, već u njima prometuju gradski autobusi. Glavninu javnog gradskog prijevoza obavlja gradsko poduzeće MPK Wrocław, a neki manji privatni prijevoznici imaju koncesiju na nekoliko autobusnih linija.

## Sport
- nogomet: Śląsk Wrocław, Ślęza Wrocław.
- košarka
  - muškarci: Śląsk Wrocław
  - žene: WTK Ślęza Wrocław
- moto trke: WTS Sparta Wrocław
- rukomet: Śląsk Wrocław
- boks: Gwardia Wrocław
- odbojka: Gwardia Wrocław
- američki nogomet: The Crew

Wrocław je jedan od gradova u kojem će se održavati Europsko prvenstvo u nogometu 2012. 
Svjetske igre domaćin u 2017.
Svake godine grad domaćin Wroclaw maraton.

## Zanimljivosti
- 1842. - sagrađena prva željeznička pruga na području današnje Poljske (Željeznica Gornje Šleske, polj. Kolej Górnośląska, njem. Oberschlesische Eisenbahn), koja je povezivala Wrocław i Mysłowice
- 1893. - pušten u promet prvi električni tramvaj na području današnje Poljske
- grad je četvrti u Europi po broju mostova  (uključjući i pješačke), iza Amsterdama, Venecije i Sankt Peterburga
- wrocławski Ratusz je jedna od najstarijih gradskih vijećnica u Poljskoj
- premda nikad nije ugostio olimpijske igre, grad ima Olimpijski stadion

- Jedna od mnogobrojnih figura patuljaka na wrocławskim ulicama (u spomen na Narančastu alternativu)
- Spomenik žrtvama masakra na Tien-An-Menu
- Spomenik žrtvenim životinjama
- Aleksander Fredro

## Gradovi prijatelji
- Nizozemska - Breda
- Njemačka - Dresden
- SAD - Charlotte
- Meksiko - Guadalajara
- Češka - Hradec Králové
- Litva - Kaunas
- Francuska - Vienne  (departman)
- Ukrajina - Lavov
- Izrael - Ramat Gan
- Njemačka - Wiesbaden

## Poznate osobe
- Hugo von Pohl njemački admiral i vojni zapovjednik iz prvog svjetskog rata, rođen u Wrocławu

## Vanjske poveznice

### Službene stranice
- Službene stranice
- Vodič kroz grad

### Povijest
- Wratislaviae Amici - Wrocław na staroj i novoj fotografiji  Arhivirana inačica izvorne stranice od 15. srpnja 2006. (Wayback Machine)
- Wrocław nekad i danas  Arhivirana inačica izvorne stranice od 12. kolovoza 2006. (Wayback Machine)

### Javni gradski prijevoz
- Gradsko prometno poduzeće MPK Wrocław
- Poduzeće Dolnośląskie Linie Autobusowe